# 新田县
新田县位于中国湖南省南部，是永州市下辖的一个县。县人民政府駐龍泉街道。区域总面积为999.63平方公里。

## 历史沿革
明万历二年(1574年)，设新田营于今龙泉镇(城关)。崇祯十二年(1639年)，由宁远、桂阳析置新田县。

## 行政区划
新田县下辖11个镇、1个民族乡：
龙泉镇、金陵镇、骥村镇、枧头镇、新圩镇、石羊镇、新隆镇、三井镇、大坪塘镇、陶岭镇、金盆镇和门楼下瑶族乡。

## 人口
2020年末，永州市第七次全国人口普查公报显示：新田县常住人口为343595人。男性人口占比52.01%，女性人口占比47.99%，年龄结构中0-14岁占比25.99%，15-59岁占比55.25%，60岁以上占比18.76%，65岁以上占比13.04%。

## 交通
- 215国道、 234国道、 323国道过境。

## 地理
县境南北长，东西窄，地势北高南低，地形为向南开口的狭长盆地。境内最高点海拔1080米，最低点海拔200米。
主要河流：新田河，建有金陵水库。

## 政治

### 现任领导
| 机构     | 新田县人民政府 县长 | · 中国共产党 · 新田县委员会 · 书记 | 新田县人民代表大会 常务委员会 主任 | · 中国人民政治协商会议 · 新田县委员会 · 主席 |
| -------- | ------------------- | ---------------------------------- | ---------------------------------- | -------------------------------------------- |
| 姓名     | 黄永英              | 陈雄                               | 李祥佐                             | 杨诚                                         |
| 民族     | 汉族                | 汉族                               | 汉族                               | 汉族                                         |
| 出生地   | 湖南省蓝山县        | 湖南省东安县                       | 湖南省新田县                       |                                              |
| 出生日期 | 1973年6月（51歲）   | 1978年6月（46歲）                  | 1969年8月（55歲）                  |                                              |
| 就任日期 | 2021年6月           | 2024年2月                          | 2021年10月                         | 2021年10月                                   |

## 风景名胜
- 大冠岭古堡
- 新田文庙
- 青云塔
- 金洞
- 龙家大院
- 红六军团小源会议旧址

## 历代名人
- 張榮組（1806～1872）字錫圭，號管卿，號潤農。籍大坪塘鄉長富村人。晚清湘軍將領，詩人。
- 鄭作民（1902—1940），高山鄉高山村人。1937年參加抗日戰爭，先後參加淞滬會戰、徐州突圍戰和田家鎮守衛戰，屢立戰功。1940年1月，於桂南會戰中奉命由貴州馳援南寧。 1940年2月3日，激戰中犧牲。時年38歲。
- 蔣先雲（1902—1927），男，1902年7月14日生於湖南省新田縣大坪塘村。中華民國軍事將領，黃埔軍校一期畢業。

## 特产
新田大豆：国家地理标志产品。